# Anouar el Sadate (navire)
Pour les articles homonymes, voir Anouar el Sadate et Sadate (homonymie).
Le Anouar el Sadate est un porte-hélicoptères d’assaut amphibie. Il s'agit du 5e bâtiment de la classe Mistral. 
Prévu au départ pour la marine russe et pour être basé à Novorossiïsk, il était destiné à donner sous le nom de Sebastopol, avec son sister-ship, le Vladivostok, une réelle capacité amphibie et de commandement sur zone à la Marine russe. À la suite de la crise ukrainienne et l'annexion de la Crimée par la Russie, la France décide de ne pas livrer ce navire de guerre.
Le navire et son sister-ship sont alors achetés par l'Égypte. Il porte le nom du président Anouar el-Sadate.

## Commande et construction

### Un navire initialement commandé par la Russie
Dès octobre 2009, la Flotte maritime militaire de Russie exprime le besoin d'un ou deux bâtiments de commandement et de transport, éventuellement construit sous transfert de technologie,, avec livraison d'un premier bâtiment fin 2014 et d'un second fin 2015. Le 24 décembre 2010, un communiqué commun des présidents russe et français annonce que la marine russe avait retenu le type Mistral. L'accord final pour la construction de 2 navires pour un montant de 1,7 milliard de dollars est signé le 17 juin 2011 avec une construction lancée au premier semestre 2012.
La poupe du bâtiment, fabriquée en Russie, quitte les Chantiers navals de la Baltique le 26 juin 2014 et arrive à Saint-Nazaire le 15 juillet 2014[réf. souhaitée]. La marine russe compte les armer avec des hélicoptères Kamov Ka-29 et Kamov Ka-52K. Les deux premiers navires porteront les noms de Vladivostok et Sebastopol.
Le 3 septembre 2014, la France suspend la livraison du premier Mistral pour sanctionner l'intervention russe en Ukraine,. En août 2015, un accord met un terme à huit mois de négociations, la Russie devant recevoir, selon la presse russe, près de 1,2 milliard d'euros en dédommagement pour la non-livraison par la France des deux navires de guerre. Finalement, la France rembourse la somme de 949 754 849 euros, dont 56,7 millions correspondant aux frais de formation des 400 membres d'équipage à la Russie. Sans frais financiers, ni pénalités, ni indemnisation, mais la Russie conserve 150 000 pages de documentation technique fournies au titre du transfert de technologie, permettant aux chantiers navals russes de lancer la construction de leur propre version du Mistral, la classe Lavina.

### Rachat égyptien
Le navire et son sister-ship sont achetés par l'Égypte, grâce à un financement saoudien. La livraison des deux navires à l'Égypte se fait pour l'un en juin 2016, pour l'autre en septembre 2016, après une formation en France de militaires égyptiens qui commence en février 2016.

## Navigation
L'Anouar el Sadat est équipé de deux centrales de navigation inertielle SIGMA 40 conçues par Sagem. 

## Caractéristiques
Le navire est très proche des trois navires français qui l'ont précédé, et identique au Vladivostok, qui a été adapté pour le rendre compatible avec l'emploi qu'en feront les Russes, :
- l'îlot ne disposera pas de passerelle de défense à vue ;
- aménagement des ascenseurs et des hangars pour l'accueil des hélicoptères Kamov : Ka-27 Helix, Ka-29TB Helix-B et Ka-52K Katran (version navalisée du Ka-52 Alligator), plus encombrants à cause de leur double rotor ;
- adaptations et renforcement pour la navigation en mers polaires :
  - augmentation de la puissance électrique pour assurer le dégivrage partiel du pont d’envol,
  - renforcement de l'isolation sous le pont d'envol[20],
  - fermeture complète de la porte arrière du radier immergeable ;
- un système électrique conforme aux normes russes ;
- 2 propulseurs d'étrave, à l'instar du Dixmude, le propulseur unique sur les deux premiers bâtiments s'étant avéré insuffisant par grand vent ;

Au niveau équipement en embarcations de débarquement : contrairement aux trois BPC français qui sont équipés en CTM (chaland de transport de matériels), et en EDA-R (engin de débarquement amphibie – rapide), les deux BPC russes auraient dû être équipés avec des CTM-NG (chaland de transport de matériels - nouvelle génération). Le CTM-NG présente une évolution majeure par rapport au CTM : il s’agit d'un chaland de type Ro-ro (roll-on roll-off) avec une porte à l’avant, mais aussi une rampe repliable à l’arrière, ce qui facilite et accélère les opérations d’embarquement et de débarquement dans les deux sens.
Au niveau armement, les Mistral ont été livrés à la Marine égyptienne sans les systèmes d'armes russes initialement prévu qui étaient deux tourelles 3M-47 Gibka armés de missiles sol-air 9K38 Igla et deux systèmes d'armes rapprochés AK-630. En juillet 2017, l'Égypte cherche quelles armes installer définitivement et utilise, en attendant, des véhicules Avenger équipés de missiles Stinger attachés sur le pont d'envol.